# Gamle mænd i nye biler
Gamle Mænd i Nye Biler (danès: Homes vells en cotxes nous) és una pel·lícula de comèdia d'acció danesa del 2002 dirigida per Lasse Spang Olsen. La pel·lícula és protagonitzada per Kim Bodnia, Nikolaj Lie Kaas i Tomas Villum Jensen. És una preqüela de la comèdia d'Olsen de 1999 I Kina spiser de hunde.

## Argument
L'últim desig del "monjo" moribund és que el seu fill adoptiu, Harald, trobi el seu fill real, Ludvig. Però Ludvig es troba actualment a una cel·la de la presó sueca. Peter i Martin, els dos xefs, l'ajuden a treure'l i aviat pare i fill es troben per primera vegada a les seves vides. S'avenen des del principi, però ara el pare necessita un trasplantament de fetge a l'Equador i en Ludvig i en Harald es van dedicar a recollir els mitjans. Tot surt malament quan intenten robar un banc, tot i que coneixen en Mille, que els posa en un nou camí, i en Peter i en Martin també hi contribueixen. No obstant això, aviat tenen els policies i el cos antiterrorista al darrere.

## Repartiment
- Kim Bodnia — Harald
- Nikolaj Lie Kaas — Martin
- Tomas Villum Jensen — Peter
- Brian Patterson — Gran
- Torkel Petersson — Ludwig
- Iben Hjejle — Mille
- Jens Okking — El monjo
- Jacob Haugaard — Erling
- Slavko Labovic — Ratko
- Thomas Rode Andersen — Dan Hansen

## Reconeixements
A la XXIII edició de la Mostra de València va guanyar el premi del públic.